# Weissia ligulaefolia
Weissia ligulaefolia là một loài Rêu trong họ Pottiaceae. Loài này được (E.B. Bartram) Grout miêu tả khoa học đầu tiên năm 1938.